# Jüdischer Friedhof (Laubuseschbach)
Der Jüdische Friedhof Laubuseschbach ist ein Friedhof in Laubuseschbach, einem Ortsteil des Marktfleckens Weilmünster im mittelhessischen Landkreis Limburg-Weilburg.

## Beschreibung
Der 1546 m² große jüdische Friedhof liegt am nordöstlichen Ortsrand am Ende des Rohnstädter Weges. Der von einer Hecke umgebene Friedhof ist auch umgeben von Betonmauer-Fundamenten. Auf ihnen waren wohl ursprünglich Eisengitter angebracht. Über die Anzahl der erhaltenen Grabsteine liegen keine Angaben vor.

## Geschichte
Der mindestens aus dem 18. Jahrhundert stammende jüdische Friedhof in Laubuseschbach diente als Begräbnisstätte für die Toten der jüdischen Gemeinde Laubuseschbach, der auch die in Blessenbach und Wolfenhausen lebenden jüdischen Personen angehörten. Erwähnt wird er in einer Grundstücksbeschreibung aus dem Jahr 1806: „Ein Acker auf der Mühlhell, stößt auf den Judenkirchhof.“ Der älteste lesbare Grabstein ist für Salomon Zaduk Mastbaum (geb. 1798, gest. 1860). Die letzte Beisetzung fand im Jahr 1932 statt (Isidor Seligmann).